# هيكتور داريو بينيتيز
هيكتور داريو بينيتيز (بالإسبانية: Héctor Benítez)‏ هو لاعب كرة قدم ومدرب كرة قدم باراغواياني، ولد في 5 يناير 1980 في أسونسيون في باراغواي. لعب مع نادي كونسيبسيون ‏.

## وصلات خارجية
- هيكتور داريو بينيتيز على موقع قاعدة بيانات كرة القدم.إي يو (الإنجليزية)
- هيكتور داريو بينيتيز على موقع Soccerway.com (الإنجليزية)